# トモエガモ
トモエガモ（巴鴨、 Sibirionetta formosa）は、カモ目カモ科トモエガモ属に分類される鳥類。

## 分布
大韓民国、中華人民共和国、朝鮮民主主義人民共和国、日本、モンゴル、ロシア東部
シベリア東部で繁殖し、冬季になると中華人民共和国東部、日本、朝鮮半島、台湾へ南下し越冬する。
日本では主に本州以南の日本海側に渡来し、関東地方以西で越冬する冬鳥。
模式標本の産地（模式産地）はバイカル湖（ロシア）で、英名の由来になっている。

## 形態
全長37-43センチメートル。翼長オス20-22センチメートル、メス18-21センチメートル。翼開張65-75センチメートル。体重0.4-0.5キログラム。体上面の羽衣は褐色。
嘴の色彩は黒い。
オスは肩羽が伸長する。オスの繁殖羽は頭部に黒、緑、黄色、白の巴状の斑紋が入り、和名の由来になっている。種小名formosaは「美しい」の意。オスの非繁殖羽（エクリプス）は全身の羽衣が褐色で、眼から頬にかけ不明瞭な黒い筋模様が入る。また幼鳥やオスの非繁殖羽は喉の白色部が不明瞭。メスは全身の羽衣が褐色で、黒褐色の斑紋が入る。また嘴基部に白い斑紋が入り、喉が白い。

## 生態
非繁殖地では湖沼、河川などに生息し、海岸に飛来することもある。繁殖地ではツンドラや森林地帯内にある湖沼や渓谷、湿原、水辺の草原などに生息する。
主に群れで生活する。基本的に数羽から数十羽程度だが、多い時には500羽以上の群れを作ることもある。
食性は植物食傾向の強い雑食で、主に種子を食べるが、水生植物、藻類、昆虫、甲殻類、貝類なども食べる。
繁殖形態は卵生。窪地、茂みや流木の中などに巣を作り、6-9個の卵を産む。抱卵期間は25日。雛は孵化してから3-4週間で巣立つ。

## 人間との関係
食用とされることもあった。またカモ類の中では最も美味であるとされる。そのため古くはアジガモ（味鴨）や単にアジ（䳑）と呼称されることもあった。
アジガモが転じて鴨が多く越冬する滋賀県塩津あたりのことを指す枕詞「あじかま」が出来た。
開発による生息地の破壊、乱獲により生息数は激減している。越冬地では法的に保護の対象とされている地域もあるが、狩猟と対象とされている他種との誤射も懸念されている。1993年の大韓民国にある2か所の保護区における生息数は5,0000-5,5000羽と推定されている。
2020年代に入ると、環境の変化などで越冬地での生息数は急増しており、島根県宍道湖では2023年度に58,000羽、千葉県印旛沼では同年度に66,000羽の飛来がそれぞれ確認されている。
2025年（令和7年）3月、国土交通省のバードストライクに関する検討委員会は、トモエガモを注意が必要な「問題鳥種」に指定した。
絶滅危惧II類 (VU)（環境省レッドリスト）

## 画像

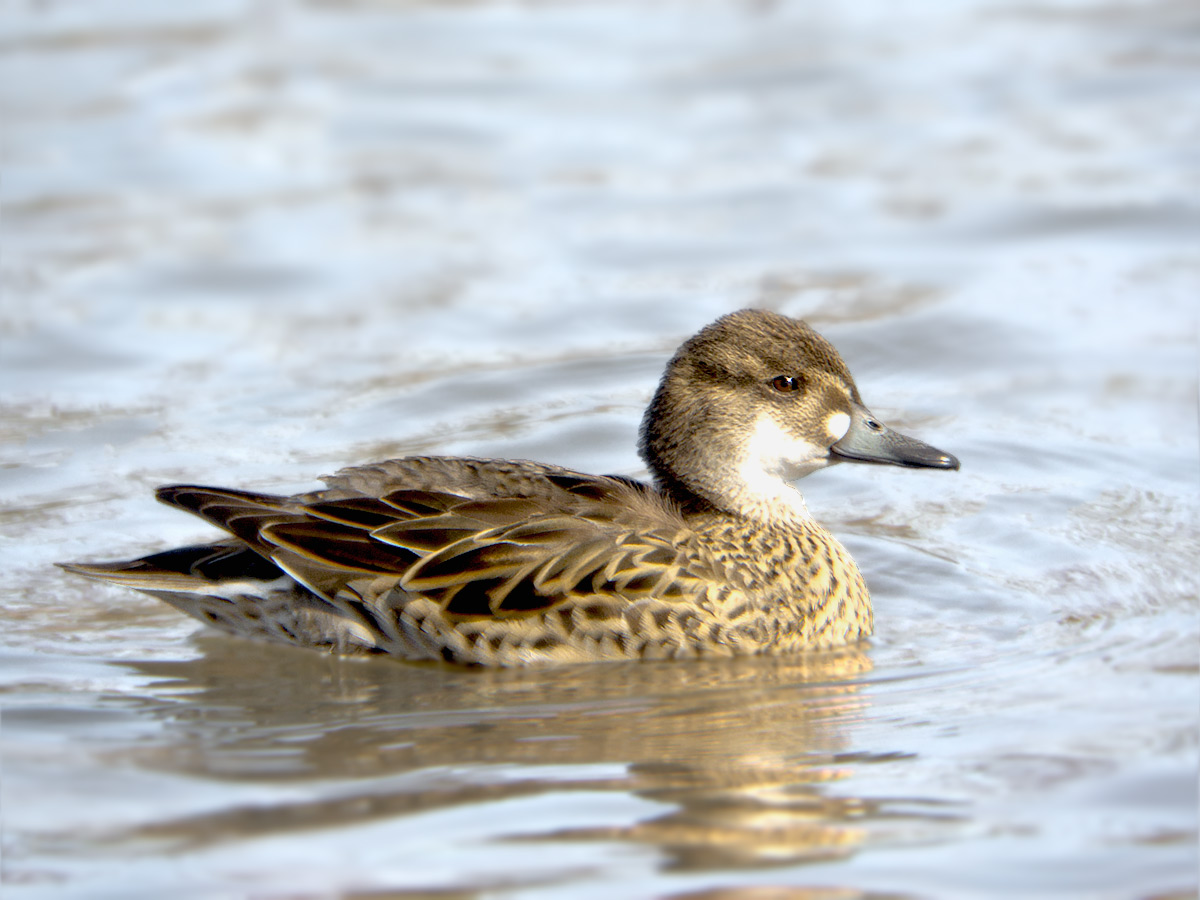
メス